# Zasobność gleby
Zasobność gleby - sumaryczna zawartość w glebie dostępnych dla roślin makro- i mikroelementów.
Zasobność gleby zależy od składu granulometrycznego, składu mineralogicznego, ilości i jakości materii organicznej, w tym związków próchniczych, odczynu gleby, potencjału oksydoredukcyjnego, właściwości sorpcyjnych wraz ze składem jonowym kompleksu sorpcyjnego. Zaczyna się ona tworzyć wraz z powstawaniem gleby pod wpływem wietrzenia i gromadzenia i przekształceń materii organicznej.
Właściwość ta może być wynikiem naturalnych procesów glebotwórczych - zasobność naturalna. Może być ona też wytworzona przez człowieka w procesie uprawy i nawożenia - zasobność agrotechniczna (antropogeniczna, sztuczna). Wszystkie składniki występujące w glebie mają mniejszą lub większą dostępność dla roślin. Różne gatunki roślin, a nawet te same rośliny w różnych fazach rozwoju mają różną możliwość przyswojenia danych składników pokarmowych. Stąd rozróżnić można zasobność ogólną -  całkowitą ilość składników, a także zasobność w składniki przyswajalne dla konkretnych gatunków/odmian/stadiów rozwoju roślin (z charakterystyczną dla siebie zdolnością przyswojenia mniej lub bardziej związanych składników).
Zasobność można ocenić orientacyjnie na podstawie składu mineralnego, typu, właściwości gleby itp. (głównie w glebach naturalnych), lecz jest to trudne i pracochłonne. Dużo lepsze jest stosowanie analizy chemicznej wyciągów z gleb (zdolność ekstrakcyjna różnych wyciągów jest porównywalna z różną zdolnością rozpuszczania i przyswajania składników pokarmowych przez korzenie roślin), którą wykonują m.in. Okręgowe Stacje Chemiczno-Rolnicze. Prawidłowe ocenienie zasobności zarówno w poziomie orno-próchnicznym jak i w głębszych poziomach gleby (co w praktyce jest często zaniedbywane) jest podstawą racjonalnego nawożenia.